# Зілинський Євстахій
Євстахій Зілинський (22 травня 1900, с. Гадинківці, Австро-Угорщина — 28 червня 1977, м. Торонто, Канада) — український громадський діяч, меценат.

## Життєпис
Євстахій Зілинський народився 22 травня 1900 року у селі Гадинківцях, нині Копичинецької громади Чортківського району Тернопільської области України.
У 1926 році прибув до Канади.
Речник гетьманської ідеї, активіст Канадської Січі, Союзу гетьманців-державників.

### Благодійницька діяльність
Фінансово підтримував газети «Український робітник», «Вільне слово», «Батьківщина», жертводавець на инші українські та релігійні потреби.